# Empoli Football Club 1998-1999
Questa voce raccoglie le informazioni riguardanti l'Empoli Football Club nelle competizioni ufficiali della stagione 1998-1999.

## Stagione
Nella stagione 1998-1999 l'Empoli disputa il massimo campionato, con una penalizzazione di due punti, raccoglie 20 punti, che valgono l'ultimo posto in classifica, con relativa retrocessione. Allenato da Mauro Sandreani fino alla quarta giornata del girone di ritorno, con i toscani ultimi con 15 punti, poi passano nelle mani di Corrado Orrico, con lui viene portato a termine un campionato appena sufficiente, solo nella prima parte, poi nel girone discendente tutto da dimenticare. Con 11 reti, il miglior marcatore empolese è stato Arturo Di Napoli. Anche in Coppa Italia i toscani vanno subito fuori, eliminati nel doppio confronto con l'Atalanta, nei sedicesimi di finale.

## Rosa
| N. |                    | Ruolo | Calciatore                 |
| -- | ------------------ | ----- | -------------------------- |
| 1  | Italia (bandiera)  | P     | Matteo Sereni              |
| 2  | Italia (bandiera)  | D     | Pietro Fusco               |
| 3  | Italia (bandiera)  | C     | Riccardo Allegretti        |
| 3  | Italia (bandiera)  | A     | Raffaele Cerbone           |
| 4  | Italia (bandiera)  | C     | Alessandro Pane            |
| 5  | Italia (bandiera)  | D     | Daniele Baldini (Capitano) |
| 6  | Brasile (bandiera) | D     | Fábio Eduardo Cribari      |
| 7  | Italia (bandiera)  | C     | Giorgio Lucenti            |
| 8  | Italia (bandiera)  | A     | Fabio Artico               |
| 8  | Italia (bandiera)  | C     | Stefano Morrone            |
| 9  | Italia (bandiera)  | A     | Marco Carparelli           |
| 10 | Italia (bandiera)  | C     | Giovanni Martusciello      |
| 11 | Italia (bandiera)  | A     | Arturo Di Napoli           |
| 11 | Italia (bandiera)  | A     | Vincenzo Palumbo           |
| 12 | Italia (bandiera)  | P     | Giacomo Mazzi              |
| 14 | Italia (bandiera)  | C     | Pierpaolo Bisoli           |
| 15 | Italia (bandiera)  | D     | Max Tonetto                |
| 16 | Italia (bandiera)  | C     | Michele Fusi               |
| 16 | Italia (bandiera)  | C     | Gianluca Porro             |
| 17 | Italia (bandiera)  | D     | Stefano Simoncelli         |

| N. |                      | Ruolo | Calciatore              |
| -- | -------------------- | ----- | ----------------------- |
| 18 | Italia (bandiera)    | A     | Massimiliano Cappellini |
| 19 | Italia (bandiera)    | C     | Roberto Chiappara       |
| 20 | Italia (bandiera)    | C     | Claudio Bonomi          |
| 21 | Italia (bandiera)    | D     | Stefano Bianconi        |
| 22 | Italia (bandiera)    | P     | Davide Quironi          |
| 23 | Italia (bandiera)    | D     | Tommaso Dei             |
| 24 | Serbia (bandiera)    | C     | Davor Tancik            |
| 25 | Australia (bandiera) | C     | Vincenzo Grella         |
| 25 | Serbia (bandiera)    | C     | Siniša Janković         |
| 26 | Italia (bandiera)    | D     | Andrea Cupi             |
| 27 | Francia (bandiera)   | D     | Zoumana Camara          |
| 27 | Brasile (bandiera)   | A     | Paco Soares             |
| 28 | Italia (bandiera)    | C     | Francesco D'Aniello     |
| 29 | Uruguay (bandiera)   | A     | Marcelo Zalayeta        |
| 30 | Italia (bandiera)    | C     | David D'Antoni          |
| 31 | Italia (bandiera)    | C     | Ibrahiman Scandroglio   |
| 32 | Italia (bandiera)    | C     | Marco Marchionni        |
| 33 | Italia (bandiera)    | C     | Simone Del Nero         |
|    | Brasile (bandiera)   | D     | Emílson Sánchez Cribari |

## Risultati

### Serie A

#### Girone di andata
| Arbitro: | Trentalange (Torino) |

|                            |           |  |
| Rui Costa 5’ Batistuta 60’ | Marcatori |  |

| Empoli 20 settembre 1998 2ª giornata | Empoli              | 0 – 0 referto | Roma | Stadio Carlo Castellani (11.804 spett.)\| Arbitro: \| Collina (Viareggio) \| |
| Arbitro:                             | Collina (Viareggio) |               |      |                                                                              |

| Arbitro: | Racalbuto (Gallarate) |

|                |           |                         |
| Carparelli 13’ | Marcatori | 26’ Bergomi 37’ Ventola |

| Arbitro: | De Santis (Tivoli) |

|           |           |             |
| Breda 10’ | Marcatori | 33’ Lucenti |

| Empoli 17 ottobre 1998 5ª giornata | Empoli             | 0 – 0 referto | Bologna | Stadio Carlo Castellani (8.857 spett.)\| Arbitro: \| Tombolini (Ancona) \| |
| Arbitro:                           | Tombolini (Ancona) |               |         |                                                                            |

| Arbitro: | Ceccarini (Livorno) |

|                                 |           |  |
| F. Palmieri 19’, 73’ Ortega 70’ | Marcatori |  |

| Arbitro: | Boggi (Salerno) |

|                              |           |  |
| A. Di Napoli 40’, 44’ (rig.) | Marcatori |  |

| Arbitro: | Borriello (Mantova) |

|                                         |           |                |
| Negro 22’, 26’ Salas 30’ R. Mancini 63’ | Marcatori | 81’ Carparelli |

| Arbitro: | De Santis (Tivoli) |

|                              |           |             |
| A. Di Napoli 22’ (rig.), 64’ | Marcatori | 90+4’ Muzzi |

| Torino 22 novembre 1998 10ª giornata | Juventus                               | 0 – 0 referto | Empoli | Stadio delle Alpi (44.460 spett.)\| Arbitro: \| Pellegrino (Barcellona Pozzo di Gotto) \| |
| Arbitro:                             | Pellegrino (Barcellona Pozzo di Gotto) |               |        |                                                                                           |

| Arbitro: | Messina (Bergamo) |

|                |           |  |
| Carparelli 32’ | Marcatori |  |

| Piacenza 6 dicembre 1998 12ª giornata | Piacenza        | 0 – 0 referto | Empoli | Stadio Leonardo Garilli (10.000 spett.)\| Arbitro: \| Cesari (Genova) \| |
| Arbitro:                              | Cesari (Genova) |               |        |                                                                          |

| Arbitro: | Ceccarini (Livorno) |

|                             |           |                |
| Innocenti 25’ Zambrotta 55’ | Marcatori | 17’ Carparelli |

| Arbitro: | Boggi (Salerno) |

|                                  |           |                                                        |
| Pane 10’ A. Di Napoli 24’, 90+1’ | Marcatori | 11’ Crespo 45+3’ Boghossian 57’, 90+2’ Fuser 83’ Fiore |

| Arbitro: | Treossi (Forlì) |

|                                |           |                                     |
| Valtolina 54’ Maniero 76’, 86’ | Marcatori | 17’ (rig.), 38’ (rig.) A. Di Napoli |

| Arbitro: | Collina (Viareggio) |

|                  |           |           |
| A. Di Napoli 59’ | Marcatori | 84’ Ziege |

| Udine 17 gennaio 1999 17ª giornata | Udinese            | 0 – 0 referto | Empoli | Stadio Friuli (17.000 spett.)\| Arbitro: \| Tombolini (Ancona) \| |
| Arbitro:                           | Tombolini (Ancona) |               |        |                                                                   |

#### Girone di ritorno
| Arbitro: | Braschi (Prato) |

|  |           |                                        |
|  | Marcatori | 77’ Heinrich 81’ Rui Costa 83’ Edmundo |

| Arbitro: | Collina (Viareggio) |

|                  |           |               |
| Paulo Sérgio 56’ | Marcatori | 90+2’ Cerbone |

| Arbitro: | Tombolini (Ancona) |

|                                                           |           |                |
| R. Baggio 7’ Simeone 17’ Djorkaeff 35’ (rig.), 67’, 90+1’ | Marcatori | 57’ Carparelli |

| Arbitro: | Rossi (Ciampino) |

|                                    |           |                       |
| Cerbone 32’ C. Bonomi 90+3’ (rig.) | Marcatori | 34’, 68’, 83’ Di Vaio |

| Arbitro: | Braschi (Prato) |

|                         |           |  |
| Binotto 16’ Signori 81’ | Marcatori |  |

| Arbitro: | Pellegrino (Barcellona Pozzo di Gotto) |

|  |           |             |
|  | Marcatori | 31’ Pecchia |

| Arbitro: | Bazzoli (Merano) |

|                                            |           |             |
| Gio. Tedesco 45+3’ Petrachi 55’ Bucchi 76’ | Marcatori | 7’ Zalayeta |

| Empoli 14 marzo 1999 25ª giornata | Empoli          | 0 – 0 referto | Lazio | Stadio Carlo Castellani (15.000 spett.)\| Arbitro: \| Braschi (Prato) \| |
| Arbitro:                          | Braschi (Prato) |               |       |                                                                          |

| Arbitro: | De Santis (Tivoli) |

|                                           |           |                  |
| Mboma 21’, 46’, 60’ Muzzi 27’ (rig.), 80’ | Marcatori | 64’ A. Di Napoli |

| Arbitro: | Bazzoli (Merano) |

|              |           |  |
| Bianconi 26’ | Marcatori |  |

| Arbitro: | Treossi (Forlì) |

|                     |           |  |
| Negri 51’ Otero 73’ | Marcatori |  |

| Arbitro: | Racalbuto (Gallarate) |

|              |           |                         |
| P. Fusco 68’ | Marcatori | 69’ Mazzola 88’ Dionigi |

| Arbitro: | Ceccarini (Livorno) |

|  |           |                             |
|  | Marcatori | 75’ Masinga 90+1’ Marcolini |

| Arbitro: | Ceccarini (Livorno) |

|           |           |  |
| Stanić 9’ | Marcatori |  |

| Arbitro: | Messina (Bergamo) |

|                          |           |                   |
| Zalayeta 50’ Tonetto 71’ | Marcatori | 73’, 90+5’ Recoba |

| Arbitro: | Pellegrino (Barcellona Pozzo di Gotto) |

|                                     |           |  |
| Bierhoff 32’, 55’, 60’ Leonardo 88’ | Marcatori |  |

| Arbitro: | Bolognino (Milano) |

|                  |           |                                   |
| A. Di Napoli 22’ | Marcatori | 24’ Jørgensen 53’, 64’ M. Amoroso |

### Coppa Italia
| Arbitro: | Cesari (Genova) |

|                      |           |                       |
| Doni 74’ Rossini 77’ | Marcatori | 26’ (rig.) Cappellini |

| Empoli 23 settembre 1998 Sedicesimi di finale - Ritorno | Empoli          | 0 – 0 referto | Atalanta | Stadio Carlo Castellani (800 spett.)\| Arbitro: \| Bettin (Padova) \| |
| Arbitro:                                                | Bettin (Padova) |               |          |                                                                       |

## Statistiche

### Statistiche di squadra
| Competizione | Punti | In casa | In casa | In casa | In casa | In casa | In casa | In trasferta | In trasferta | In trasferta | In trasferta | In trasferta | In trasferta | Totale | Totale | Totale | Totale | Totale | Totale | DR  |
| Competizione | Punti | G       | V       | N       | P       | Gf      | Gs      | G            | V            | N            | P            | Gf           | Gs           | G      | V      | N      | P      | Gf     | Gs     | DR  |
| ------------ | ----- | ------- | ------- | ------- | ------- | ------- | ------- | ------------ | ------------ | ------------ | ------------ | ------------ | ------------ | ------ | ------ | ------ | ------ | ------ | ------ | --- |
| Serie A      | 20    | 17      | 4       | 5       | 8       | 17      | 25      | 17           | 0            | 5            | 12           | 9            | 38           | 34     | 4      | 10     | 20     | 26     | 63     | -37 |
| Coppa Italia |       | 1       | 0       | 1       | 0       | 0       | 0       | 1            | 0            | 0            | 1            | 1            | 2            | 2      | 0      | 1      | 1      | 1      | 2      | -1  |
| Totale       |       | 18      | 4       | 6       | 8       | 17      | 25      | 18           | 0            | 5            | 13           | 10           | 40           | 36     | 4      | 11     | 21     | 27     | 65     | -38 |

### Andamento in campionato[7]
| Giornata  | 1  | 2  | 3  | 4  | 5  | 6  | 7  | 8  | 9  | 10 | 11 | 12 | 13 | 14 | 15 | 16 | 17 | 18 | 19 | 20 | 21 | 22 | 23 | 24 | 25 | 26 | 27 | 28 | 29 | 30 | 31 | 32 | 33 | 34 |
| --------- | -- | -- | -- | -- | -- | -- | -- | -- | -- | -- | -- | -- | -- | -- | -- | -- | -- | -- | -- | -- | -- | -- | -- | -- | -- | -- | -- | -- | -- | -- | -- | -- | -- | -- |
| Luogo     | T  | C  | C  | T  | C  | T  | C  | T  | C  | T  | C  | T  | T  | C  | T  | C  | T  | C  | T  | T  | C  | T  | C  | T  | C  | T  | C  | T  | C  | C  | T  | C  | T  | C  |
| Risultato | P  | N  | P  | N  | N  | P  | V  | P  | V  | N  | V  | N  | P  | P  | P  | N  | N  | P  | N  | P  | P  | P  | P  | P  | N  | P  | V  | P  | P  | P  | P  | N  | P  | P  |
| Posizione | 18 | 18 | 18 | 18 | 16 | 17 | 16 | 16 | 16 | 17 | 15 | 15 | 15 | 15 | 16 | 17 | 17 | 18 | 18 | 18 | 18 | 18 | 18 | 18 | 18 | 18 | 18 | 18 | 18 | 18 | 18 | 18 | 18 | 18 |

Legenda:

Luogo: C = Casa; T = Trasferta. Risultato: V = Vittoria; N = Pareggio; P = Sconfitta.